# Dunganské povstání (1862–1877)
Dunganské povstání (čínsky v českém přepisu Tchung-č’ Chuej Pien/Luan, pchin-jinem Tóngzhì Huí Biàn/Luàn, znaky zjednodušené 同治回变/乱, tradiční 同治回變/亂) bylo náboženské a národnostní povstání na západě Číny v letech 1862–1877. Vedli jej nespokojení stoupenci islámu (především Chuejové) proti nadvládě  říše Čching, v jejímž čele stál v letech 1861–1875 císař Tchung-č’. Povstání bylo neúspěšné, ale výrazně ovlivnilo složení a množství obyvatelstva dotčených provincií: Například v Kan-su ubylo přibližně 75 % obyvatel a v Šen-si 45 % obyvatel. Část úbytku byla úmrtí, ale podílela se na něm významnou částí i masová migrace obyvatelstva do ruského impéria.

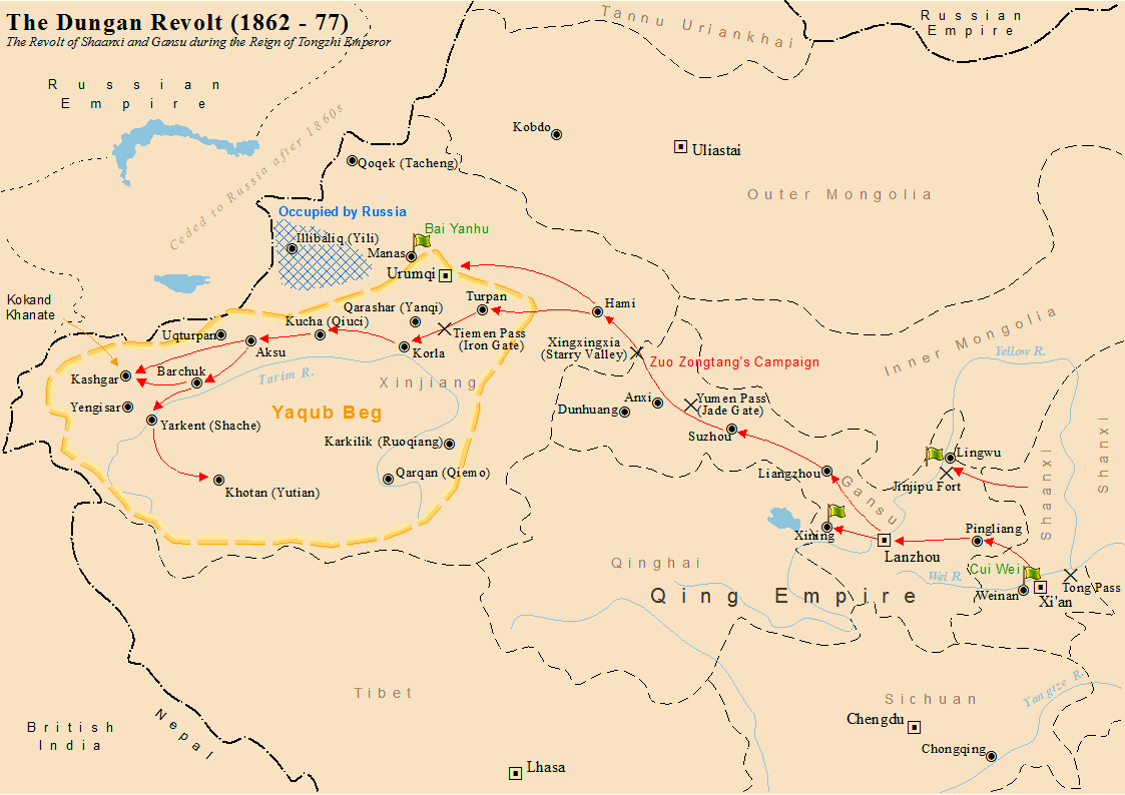
Mapa dunganského povstání

Povstání nebylo ze strany povstalců centralizované. Například v tehdejším Kan-su byly hlavní povstaleckou silou jednotky vedené Ma Chua-lungem, které v prosinci 1863 dobyly Ling-wu. V Tarimské pánvi využil oslabení říše Čching Jakub Bek, původem z Kokandského chanátu, který dobyl v roce 1865 Kašgar a postupně i jiná důležitá města a následně ji celou fakticky ovládal od roku 1867 až do roku 1877, kdy už ale zemřel v rámci ústupu před čchingskými vojsky .